# Alfredo Gaudenzi
Alfredo Gaudenzi, noto anche come Alf Gaudenzi (Genova, 30 aprile 1908 – Genova, 22 aprile 1980), è stato un pittore, ceramista e giornalista italiano appartenente al movimento del Secondo futurismo italiano.

## Biografia
Alfredo Gaudenzi nasce a Genova nel 1908 da Apollo e Chiara Perotta, ambedue musicisti.
Dopo aver conseguito il diploma in ragioneria nel 1925, Gaudenzi inizia a lavorare come perito commerciale, professione che abbandonerà prontamente per dedicarsi alla pittura.
Nel 1926 comincia la sua carriera artistica e partecipa alla prima mostra organizzata dalla "Promotrice genovese". Qui presenta un'opera ad olio che segna la sua aderenza al futurismo, influenzata dalla lettura degli scritti di Umberto Boccioni. La sua attività continua e ben presto Alf Gaudenzi si avvicina anche al giornalismo attraverso alcune pubblicazioni per la Gazzetta azzurra di Genova e per il settimanale umoristico Il Pasquino di Torino. 
È proprio in quest'ultima città che l'artista decide di trasferirsi, entrando in contatto con il gruppo futurista torinese ed esponendo alla Mostra di Poesia presso il Novatore. A Torino conosce anche Filippo Tommaso Marinetti, che gli suggerisce di ribattezzarsi con il nome d'arte "Alf". Nel 1928 Gaudenzi realizza gli allestimenti degli stand di diversi fiere, tra cui il Padiglione futurista all'Esposizione internazionale di Torino nel parco del Valentino ed espone alla XVI Biennale di Venezia. Nel 1929 partecipa ai "Trentatré futuristi" che, accompagnati da un testo teorico di Marinetti, espongono alla galleria Pesaro di Milano.
Tra il 1928 e il 1929 l'artista partecipa alla mostra sul futurismo di Mantova e dopo essersi trasferito a Roma, collabora con alcune riviste in cui pubblica testi e illustrazioni: qui entra in contatto con Marcello Gallian e Armando Ghelardini, dando origine alla rivista 2000 (Edizioni Atlas) collegata all'omonimo teatro e realizza illustrazioni per le riviste Cinema-Teatro, Cinematografo e '900. In qualità di scenografo, idealizza i costumi e le scenografie per gli spettacoli Baldoria di Marinetti, La guardia alla luna di Massimo Bontempelli e La casa di Lazzaro di Gallian, che vennero rappresentati al Teatro 2000. Sempre a Roma Alf Gaudenzi ha l'occasione di conoscere Tullio Mazzotti (Tullio d'Albisola) con cui inizia a collaborare nella sua fabbrica di ceramiche di Albissola Marina. Da qui in poi Gaudenzi si dedica quasi esclusivamente alla ceramica. 

Nel 1930 Alf Gaudenzi torna a Genova e fonda il Gruppo Sintesi con i pittori Dino Gambetti, Luigi Lombardo, Giacomo Picollo, Lelio Pierro, Libero Verzetti, lo scultore Edoardo Alfieri, la scrittrice Roggero Monti e Tullio d'Albisola. Nel 1931 viene inaugurata la prima mostra del gruppo presso la galleria Vitelli di Genova e a Chiavari al palazzo dell'Esposizione permanente del Litorale tirreno.
Sempre in questo periodo Alf Gaudenzi prende parte con i suoi dipinti futuristi alla II Mostra d'arte del Sindacato genovese e alla Galleria Pesaro di Milano. Nel 1932 tiene una mostra personale nella II mostra del Gruppo sintesi presso la Galleria Vitelli di Genova. 

Ancora, nel 1933, Alf Gaudenzi espone alle mostre futuriste di Firenze, Milano, Livorno, Mantova. Nel 1934 realizza una mostra personale con Dino Gambetti a Sanremo e a Genova partecipa alla I Mostra di plastica murale, dove vince come riconoscimento la medaglia d'argento. 
Nel 1935 espone insieme con i collaboratori della Fabbrica Mazzotti d'Albissola alla galleria Bernheim-Jeune di Parigi.
L'attività artistica di Alf Gaudenzi diminuisce a partire dalla seconda metà degli anni trenta e durante gli anni della guerra, per poi ricominciare, parallelamente all'attività giornalistica ed espositiva.
Dopo aver conosciuto Pierina Prigione, Gaudenzi si sposa nel 1953 e i due hanno una figlia. Nel 1967 Alf e Piera fondano la Galleria d'arte Il Vicolo a Genova.
Dopo essersi ammalato, Gaudenzi non espone per lungo tempo, fino al 1975, quando tiene nella sua stessa galleria una mostra personale delle sue figure in terracotta, collage e figure di cartone.
Alf Gaudenzi muore a Genova nel 1980.